# Temple de la Pau

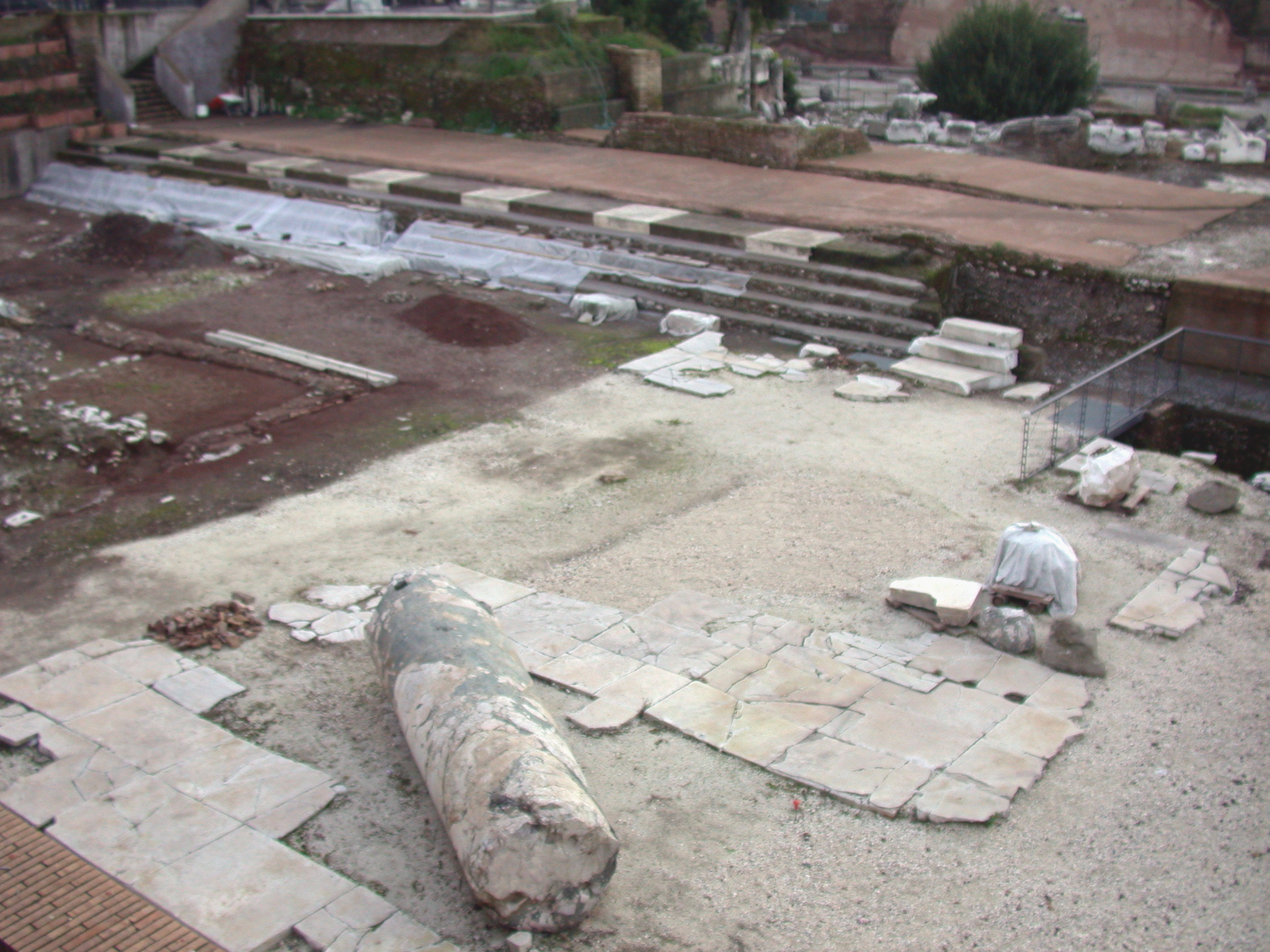
Restes del Temple de la Pau.

El Temple de la Pau és un Fòrum Imperial de Roma, el tercer que fou bastit segons un ordre cronològic. Es va construir sota el mandat de l'emperador Vespasià l'any 74 i fou inaugurat el 75. És una gran plaça, separada del Fòrum d'August i del de Cèsar per la via de l'Argilet, que comunicava el Fòrum Romà amb la Suburra. Aquest complex no es va considerar com un dels Fòrums Imperials fins a època tardana.
Es tractava d'un vast quadrilàter porticat, amb el temple inserit al pòrtic del costat del fons. L'àrea central, a més, no estava coberta de lloses sinó que tenia l'aparença d'un jardí, amb estanys i basaments per a estàtues, que en feien un veritable museu a l'aire lliure.
El monument fou edificat per commemorar la conquesta de Jerusalem. En una de les aules que s'obrien al fons dels pòrtics s'hi va col·locar la Forma Urbis Severiana, el plànol marmori de l'antiga Roma, traçat en època severiana (al començament del segle iii dC) sobre lloses de marbre que en recobrien les parets i que ha arribat parcialment fins a l'actualitat.